# 杉野ひろし
杉野 ひろし（すぎの ひろし、1988年4月30日 - ）は、ものまねタレント・お笑い芸人。兵庫県神戸市出身。株式会社リアム提携。

## 芸風
しゃべりものまねから歌ものまねまでを得意とする、オールラウンダー。

## ものまねレパートリー
- 星野源
- 渋野日向子
- 米津玄師
- ローランド
- ポルノグラフィティ
- wacci
- sumika
- コブクロ
- 鈴木雅之
- 桜井和寿（Mr.Children）
- 森山直太朗
- スキマスイッチ
- 桐谷健太
- カズレーザー
- 平井堅
- 玉置浩二
- りゅうちぇる
- ゴールデンボンバー
- 加山雄三
- 渋野日向子
- 川崎鷹也
- 福山雅治
- サスケ
- 河口恭吾
- Aqua Timez
- SEKAI NO OWARI
- GReeeeN
- 細川たかし

他多数

## 出演
- ＴＢＳ「有吉ジャポン」
- ＴＢＳ「王様のブランチ」
- 日本テレビ「ものまねグランプリ」
- 日本テレビ「ヒルナンデス！」
- テレビ朝日「お願い！ランキング」
- フジテレビ「私の働き方？乃木坂46のダブルワーク体験」

他多数